# Ratangarh (Datia)
Ratangarh ist ein Dorf im Distrikt Datia im Bundesstaat Madhya Pradesh, Indien. Der Ort liegt direkt in Tehsil Savedha am Fluss Sindh. 

## Lage
Die Ortschaft liegt etwa 60 km von der Provinzstadt Datia entfernt und 175 km südliches des Madikheda-Damms im Bezirk Shivpuri.

## Geschichte
Ratangarh ist für seine beiden Hindutempel Ratangarh Mata und Mandula Devi bekannt. Der Ratangarh-Mata-Tempel gehört zu den bekanntesten Ausflugszielen der Anhänger des hinduistischen Durga-Glaubens in der Provinz Datia. Im Mandula-Devi-Tempel findet jährlich im Oktober das mehrtägige hinduistische Fest Dussehra statt.

### Massenpanik vom 13. Oktober 2013
Am Morgen des 13. Oktober 2013 starben beim Abschluss des mehrtägigen religiösen Festes Dussehra mindestens 60 Menschen vor dem Mandula-Devi-Tempel. Bei dem Fest hatten sich in den vorangegangenen Tagen 500.000 Menschen versammelt.